# Psapharochrus mourei
Psapharochrus mourei là một loài bọ cánh cứng trong họ Cerambycidae.